# 王孝通
王孝通（？—7世纪），唐代數學家。，

## 生平
王孝通生于北周武帝年间。曾在隋朝做官。唐初為算曆博士，从八品，參修曆法，武德六年（623年）與吏部郎中祖孝孫校勘傅仁均的《戊寅元曆》，曾提出批評。武德九年（626年）任通直郎太史丞，从七品。贞观年间逝世。

## 学术贡献
毕生喜好數學，对《九章算术》，和祖冲之的《缀术》都有深入研究，在《上緝古算术表》一文中，对《九章算术》和《缀术》的不足之处，都提出过批评。
著有《緝古算經》，在世界上最早提出三次方程式及其解法，唐代为算经十书之一，为國子監的算學課本，对后世有深远影响。